# Silence Tour
Es la segunda gira que realizó la banda finlandesa Sonata Arctica. Comenzó el 12 de julio de 2001 y terminó el 27 de julio de 2002. Se realizó para presentar su segundo disco que se llama Silence. En esta gira tocaron tanto en Finlandia como en otros países. Se realizaron 72 shows por Finlandia, España, Brasil, entre otros, en un año. Tuvieron varias bandas invitadas como en las giras anteriores. Lo curioso de esta gira es que sólo tocaron en Chile y Brasil en la ruta sudamericana, y no en Argentina. Es la primera y única gira con el teclista Mikko Härkin. Esta gira superó al Worldwide Tour 2016, que se desarrolló 15 años después, previo al lanzamiento de The Ninth Hour, el nuevo disco. Tras esta gira, el tecladista antes mencionado, se retira de la banda. Tras recorrer un buen tramo, la banda hizo un parate en los shows y se metió de lleno en la grabación del tercer disco, que se llama Winterheart's Guild, grabado entre septiembre y noviembre de 2002.

## Conciertos previos, lanzamiento del disco y gira

### 2001
El 12 de julio comienza la nueva gira, con un concierto que tuvo lugar en el Tammerfest Beer & Food Garden de Tampere. 8 días después, es decir el 20 de julio, la banda toca en la ciudad de Koria, y el concierto se desarrolló en Koria-rolli, siendo este el único concierto hasta el momento en esa ciudad. El día 21 de julio, la banda toca en Koskirock de Lappajärvi. El 28 de julio tocaron en Untorock. El 3 de agosto volvieron a Alemania para participar del Wacken Open Air 2001, y dos días después tocan en Bélgica para participar del Eurorock 2001. El festival se desarrolló en Peerderbaan. El 10 de agosto tocaron en Tavastia nuevamente. El 11 de agosto dieron un recital en Liikuntahalli, y una semana después tocaron en Lutakko y lisoppi. El 19 de agosto tocaron en Pellavarock de Lammi. . El día 24 hacen lo suyo en Säätamö, mientras que el 25 hacen lo propio en Kasino de Kauhajoki. El 29 de agosto volvieron a tocar otra vez en Nuorisotalo. ntre el 3 y 6 de septiembre dieron 4 conciertos en Japón, en la segunda fecha sale Silence, hacen otros recitales y el 22 de noviembre vuelven a Finlandia para dar un recital exclusivo en Torvi. . El 23 de noviembre dieron un show en House of Rock. la banda toca en Tuiskula otra vez. El 6 y 8 de diciembre dieron dos shows en Ravintola Foxia y Nuorisesoura. El 29 de diciembre tocaron en Mietaan NS-talo, y finalmente despiden el año tocando en Nosturi el 31 de diciembre. Esta es la única gira con Mikko Härkin.

### 2002
Comienzan un nuevo año tocando el 25 de enero en Pakkahuone, y al día siguiente tocaron en Välipuistorock. El 8 de febrero tocaron en Tillintupa, y el 9, , la banda hace lo suyo en Kåren. El 22, tocaron en Törnävä, y el 23 de febrero en Lutakko otra vez.. El 20 de marzo llegaron por primera vez a Sudamérica, cuyo primer destino fue Brasil, en un periodo que duró hasta el 24 de marzo. Luego dieron dos shows en Chile el 26 y 27 de marzo. El 31 de mayo regresaron otra vez a Finlandia para tocar en Kelorock, y el 1 de junio tocaron en Halkosaari. 20 días después tocaron en Nummijärvi. Al día siguiente participaron del Midnight Party Planet 2002 desarrollado en Tykkimäki. El 14 de julio formaron parte del Tuska 2002. El 26 de julio participaron del Piteå Dansar & Ler 2002, y el día posterior regresaron a Finlandia para tocar en Kaarihalli, terminando así la gira.

## Conciertos
- 12/07/2001 - Tammerfest Beer & Food Garden, Tampere
- 20/07/2001 - Koria-rolli, Koria
- 21/07/2001 - Koskirock, Lappajärvi
- 28/07/2001 - Untorock, Utajärvi
- 03/08/2001 - Wacken Open Air, Wacken
- 05/08/2001 - Peerderbaan, Neerpelt
- 10/08/2001 - Tavastia, Helsinki
- 11/08/2001 - Liikuntahalli, Kiuruvesi
- 17/08/2001 - Lutakko, Jyväskylä
- 18/08/2001 - Pellavarock, Lammi
- 19/08/2001 - lisoppi, Nokia
- 24/08/2001 - Säätamo, Turku
- 25/08/2001 - Kasino, Kauhajoki
- 29/08/2001 - Nuorisotalo, Kemi
- 03/09/2001 - On Air, Tokio
- 04/09/2001 - On Air, Tokio
- 05/09/2001 - Big Cat, Osaka
- 06/09/2001 - Nagoya Club Quattro, Nagoya
- 27/09/2001 - Zeche, Bochum
- 28/09/2001 - Hyde Park, Osnabrück
- 29/09/2001 - Stadthalle, Lichtenfels
- 30/09/2001 - Live Music Hall, Colonia
- 02/10/2001 - Markthalle, Hamburgo
- 03/10/2001 - Hof 23, Berlín
- 05/10/2001 - Stadthalle, Langen
- 06/10/2001 - Zeppelinhalle, Kaufbeuren
- 07/10/2001 - LKA Longhorn, Stuttgart
- 09/10/2001 - Futurum, Praga
- 10/10/2001 - Edison Garden, Brno
- 11/10/2001 - Planet Music, Viena
- 12/10/2001 - Petőfi Csarnok, Budapest
- 14/10/2001 - Vidia International Rock Club, Cesena
- 15/10/2001 - Tenax, Florencia
- 16/10/2001 - SUPERMARKET, Turín
- 18/10/2001 - Sala Macumba, Madrid
- 19/10/2001 - Sala Razzmatazz, Barcelona
- 20/10/2001 - Polideportivo Anoeta, San Sebastián
- 21/10/2001 - Hard Club, Oporto
- 23/10/2001 - Rock School Barbey, Bordeaux
- 24/10/2001 - Rail Théâtre, Lyon
- 25/10/2001 - Z7 Konzertfabrik, Pratteln
- 26/10/2001 - Élysée Montmartre, París
- 27/10/2001 - Biebob, Vosselaar
- 29/10/2001 - Kåren, Gotemburgo
- 30/10/2001 - Klubben/Fryshuset, Estocolmo
- 01/11/2001 - Nosturi, Helsinki
- 22/11/2001 - Torvi, Lahti
- 23/11/2001 - House of Rock, Kouvola
- 24/11/2001 - Tuiskula, Nivala
- 06/12/2001 - Ravintola Foxia, Oulu
- 08/12/2001 - Nuorisoseura, Evijärvi
- 29/12/2001 - Mietaan NS-talo, Kurikka
- 31/12/2001 - Nosturi, Helsinki
- 25/01/2002 - Pakkahuone, Tampere
- 26/01/2002 - Välipuistorock, Lapua
- 08/02/2002 - Tillintupa, Paimio
- 09/02/2002 - Kåren, Turku
- 22/02/2002 - Törnävä, Seinäjoki
- 23/02/2002 - Lutakko, Jyväskylä
- 20/03/2002 - Bar Opinião, Porto Alegre
- 21/03/2002 - Moinho São Roque, Curitiba
- 23/03/2002 - Camping Show, Brasilia
- 24/03/2002 - DirecTV Music Hall, São Paulo
- 26/03/2002 - Teatro Providencia, Santiago
- 27/03/2002 - Havana Club, Concepción
- 31/05/2002 - Kelorock, Eurajoki
- 01/06/2002 - Halkosaari, Lappajärvi
- 21/06/2002 - Nummijärvi, Kauhajoki
- 22/06/2002 - Tykkimäki, Kouvola
- 14/07/2002 - Kaisaniemi, Helsinki
- 26/07/2002 - Festivalområdet, Piteå
- 27/07/2002 - Kaarihalli, Suonenjoki

## Formación durante la gira
- Tony Kakko - Voz
- Jani Liimatainen - Guitarra
- Marko Paasikoski - Bajo
- Tommy Portimo - Batería
- Mikko Härkin - Teclado

- Datos: Q50063492